# Huttoft
Huttoft är en ort och civil parish i Storbritannien.   Den ligger i grevskapet Lincolnshire och riksdelen England, i den sydöstra delen av landet, 200 km norr om huvudstaden London. Huttoft ligger 4 meter över havet och antalet invånare är 546.
Terrängen runt Huttoft är platt. Havet är nära Huttoft åt nordost.  Närmaste större samhälle är Skegness, 14,4 km söder om Huttoft. 